# Метан из лежишта угља
Термин метан из лежишта угља односи се на метан апсорбованог у матрицу чврстог угља. Назива се и сладак гас због недостатка водоник сулфида. Присуство овог гаса откривено је при подземној експлоатацији угља где представља озбиљан ризик по безбедност. Метан је у готово течном стању и облаже унутрашњости пора угља. За разлику од осталих природних гасова , метан садржи мало тешких угљоводоника као што су пропан или бутан. Често садржи и до неколико процената угљен диоксида.

## Историја
Прва дозвола за експлоатацију метана из лежишта угља издата је у мају 1980 год. у Алабама , за сврху вршења тестова дегазације над њим. У време пораста цена гаса, Јавно Америчко Удружење за гас , финансира три истраживачка програма за производњу метана у Плезент Грув, Алабама. Бунари метана бушени су на травњаку суднице у Плезент Грув-y. Гас је био довољно доброг квалитета да некон мање обраде буде спроведен у кухиње домаћих корисника. Плезент Груб поље био је Алабамин први угљени басен са дегазацијом метана.

## Резерве
Процене резерва метана варирају. Од 1997год. процена америчког Геолошког института предвиђа више од 20 билиона кубних метара метана у С. А. Д. У Канади , процењује се да има око 2,5 трилиона кубних метара метана. Алберта , до данас једина покрајна са комерцијалним бунарима метана процењује се да има око 4,8 трилиона кубних метара економски надокнадивог метана.